# Fabienne Reuteler
Fabienne Reuteler (Uster, 2 de septiembre de 1979) es una deportista suiza que compitió en snowboard, especialista en la prueba de halfpipe.
Participó en los Juegos Olímpicos de Salt Lake City 2002, obteniendo una medalla de bronce en la prueba de halfpipe. Ganó una medalla de bronce en el Campeonato Mundial de Snowboard de 2003.

## Medallero internacional
| Juegos Olímpicos   | Juegos Olímpicos                | Juegos Olímpicos  | Juegos Olímpicos |
| Año                | Lugar                           | Medalla           | Competición      |
| ------------------ | ------------------------------- | ----------------- | ---------------- |
| 2002               | Salt Lake City (Estados Unidos) | Medalla de bronce | Halfpipe         |
| Campeonato Mundial |                                 |                   |                  |
| Año                | Lugar                           | Medalla           | Competición      |
| 2003               | Kreischberg (Austria)           | Medalla de bronce | Halfpipe         |